# Intolerància conversacional

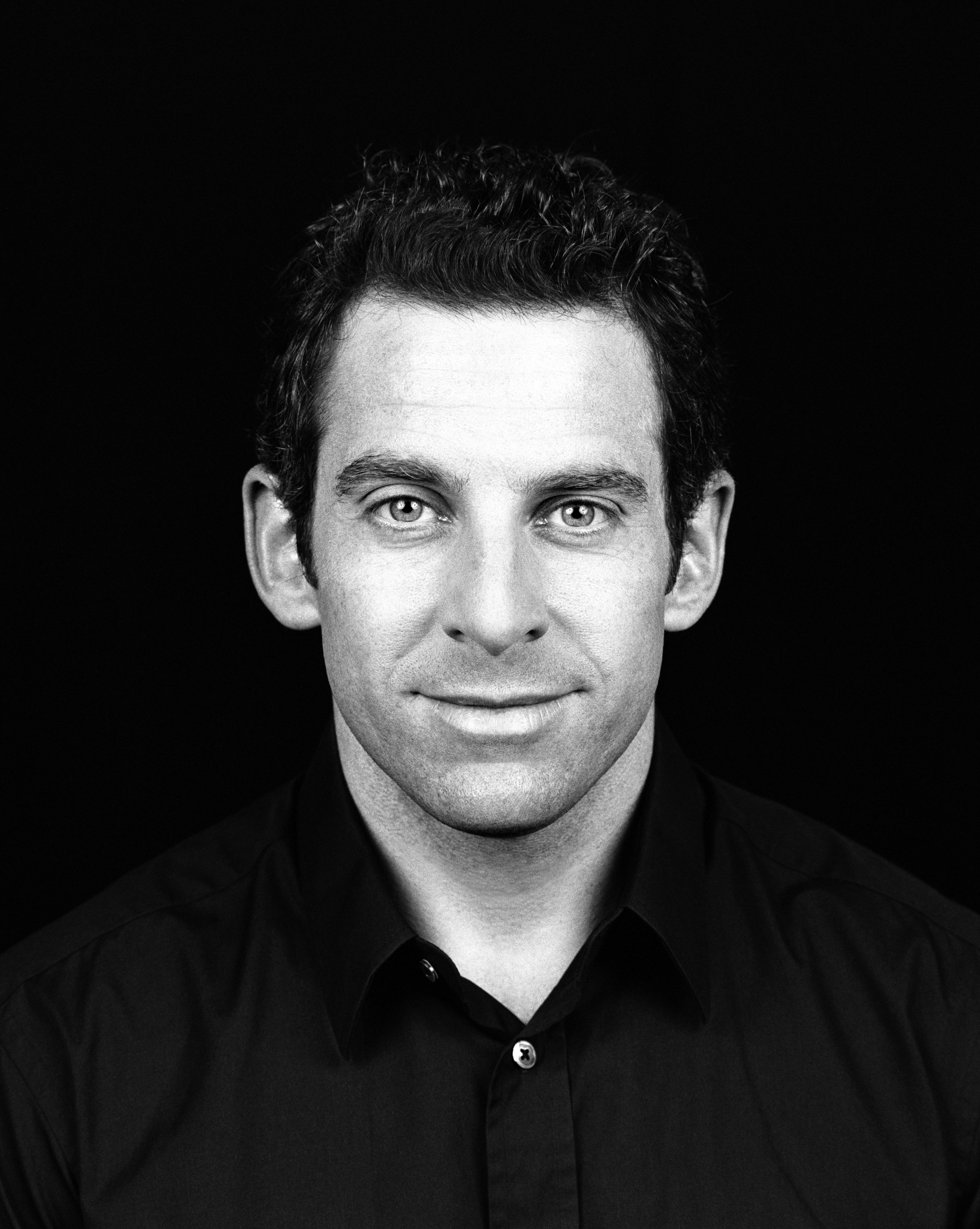
L'escriptor Sam Harris, creador del terme

 Intolerància conversacional és la pràctica de rebutjar la idea socialment acceptada de la tolerància religiosa. El terme va ser encunyat per l'escriptor nord-americà Sam Harris. Harris assenyala que en altres esferes de la vida les creences no s'accepten simplement perquè es creu. "Nosaltres no respectem les creences de la gent", diu Harris. "Nosaltres avaluem les seves raons." No obstant això, afirma que hi ha un tabú en contra del fet de qüestionar les creences religioses.
Harris creu que els dogmes de tota classe han de ser impugnats, però veu un problema específic amb els de la religió. Això es deu al fet que moltes de les creences regeixen la manera com la gent ha de viure, i la naturalesa dels "temps finals".
En el seu llibre de 2004, La fi de la fe, Harris escriu:
| «            | Espero mostrar que l'ideal de la tolerància religiosa, nascuda de la idea que tot ésser humà ha de tenir la llibertat de creure el que vulgui sobre Déu és una de les principals forces que ens impulsen cap a l'abisme. | » |
| — Sam Harris | |   |